# Matthew Macfadyen
Pour les articles homonymes, voir Macfadyen.
David Matthew Macfadyen dit Matthew Macfadyen, est un acteur britannique, né le 17 octobre 1974 à Great Yarmouth, dans le Norfolk.
Il poursuit parallèlement sa carrière au théâtre, où il a fait ses débuts, à la télévision ainsi qu'au cinéma. Il met en outre régulièrement sa voix au service de la narration.

## Biographie
David Matthew Macfadyen est né dans le Norfolk, en Angleterre, le 17 octobre 1974. Il est le fils de Martin Macfadyen, industriel, et de Meinir Macfadyen, actrice et professeure de théâtre. Il a un frère, Jamie, de deux ans son cadet.
Durant son enfance, il a séjourné successivement à Londres, à Aberdeen (où il a fréquenté le Robert Gordon's College) et à Dundee en Écosse, à Louth dans le Lincolnshire (où il a fréquenté la Kidgate Primary School) ainsi qu'à Jakarta en Indonésie.
De 1985 à 1992, il a été élève de l'Oakham School dans le comté de Rutland, où il a fait des études de théâtre.
En 1992, à l'âge de 17 ans, il est admis à la prestigieuse Royal Academy of Dramatic Art à Londres, dont il sort diplômé en juillet 1995 et dont il est membre associé.

### Vie privée
Il est marié à l'actrice Keeley Hawes depuis le 8 octobre 2004 et vit à Twickenham avec leurs trois enfants : Maggie (née en décembre 2004), Ralph (né en septembre 2006) et Myles (fils de Keeley Hawes et de son ex-mari Spencer McCallum).

## Filmographie

### Cinéma
- 2000 : Maybe Baby ou comment les Anglais se reproduisent (Maybe Baby) de Ben Elton : Nigel
- 2001 : Enigma de Michael Apted : Cave
- 2003 : The Reckoning de Paul McGuigan : le juge du roi
- 2004 : In My Father's Den de Brad McGann : Paul Prior
- 2005 : Orgueil et préjugés (Pride and Prejudice) de Joe Wright : Mr Darcy
- 2006 : Middletown de Brian Kirk : Gabriel Hunter
- 2007 : Joyeuses Funérailles (Death at a Funeral), de Frank Oz : Daniel Howells
- 2008 : Incendiary de Sharon Maguire : Terence Butcher
- 2008 : Frost/Nixon, l'heure de vérité (Frost/Nixon) de Ron Howard : John Birt
- 2010 : Robin des Bois (Robin Hood) de Ridley Scott : Shérif de Nottingham
- 2011 : Les Trois Mousquetaires (The Three Musketeers) de Paul W. S. Anderson : Athos
- 2012 : Anna Karénine (Anna Karenina) de Joe Wright : Le frère d'Anna
- 2017 : The Current War : Les Pionniers de l'électricité (The Current War) d'Alfonso Gomez-Rejon : John Pierpont Morgan
- 2018 : Casse-Noisette et les quatre royaumes (The Nutcracker and the Four Realms) de Lasse Hallström et Joe Johnston : M. Stahlbaum
- 2019 : The Assistant de Kitty Green : Wilcock
- 2022 : La Ruse (Operation Mincemeat) de John Madden : Charles Cholmondeley
- 2024 : Deadpool et Wolverine (Deadpool and Wolverine) de Shawn Levy : Mr. Paradox

### Télévision

#### Séries télévisées
- 1997 : Holding the Baby : Marcus
- 2000 : Les Mystères de Sherlock Holmes (Murder Rooms : The Dark Beginnings of Sherlock Holmes) : Brian Waller
- 2001 : Perfect Strangers : Daniel Symon
- 2001 : The Way We Live Now : Sir Felix Carbury
- 2002-2004 : MI-5 (Spooks) : Tom Quinn
- 2008 : Ashes to Ashes : Gil Hollis
- 2008 : La Petite Dorrit (Little Dorrit) : Arthur Clennam
- 2008 : Miss Marple (Marple) : Inspecteur Neele
- 2009 : Criminal Justice : Joe Miller
- 2010 : Les Piliers de la Terre (The Pillars of the Earth) : Prior Philip
- 2010 : Any Human Heart : Logan Mountstuart
- 2012-2016 : Ripper Street : Inspecteur Edmund Reid
- 2013 : Ambassadors : POD
- 2015 : Le Mystère Enfield (The Enfield Haunting) : Guy Playfair
- 2015 : The Last Kingdom : Lord Uhtred
- 2017 : Howards End : Henry Wilcox
- 2018-2023 : Succession : Tom Wambsgans
- 2020 : Quiz : Charles Ingram
- 2023 : Stonehouse : député, amant et espion (Stonehouse) : John Stonehouse

#### Téléfilms
- 1998 : Les Hauts de Hurlevent (Wuthering Heights), de David Skynner : Hareton Earnshaw
- 1999 : Warriors, l'impossible mission (Warriors) de Peter Kosminsky : Alan James
- 2002 : Les Années Tony Blair (The Project) de Peter Kosminsky : Paul Tibbenham
- 2007 : Secret Life de Rowan Joffé : Charlie Webb
- 2009 : Le Roman d'Enid Blyton (Enid) de James Hawes : Hugh Alexander Pollock
- 2016 : Churchill's Secret de Charles Sturridge : Randolph

## Théâtre
- 1994 : La Provinciale (The Country Wife), de William Wycherley (RADA)
- 1994 : L'Heureux Stratagème (The Feigned Inconstancy), de Marivaux (RADA)
- 1994 : The Crimson Island (L'île pourpre), de Mikhaïl Boulgakov (RADA)
- 1994 : Goblin Gold, d'Isabel Ecclestone Mackay (RADA)
- 1995 : My Funny Valentine (RADA)
- 1995 : La Duchesse d'Amalfi de John Webster (Cheek by Jowl) : Antonio Bologna
- 1995 : Vol au-dessus d'un nid de coucou (One Flew Over the Cuckoo's Nest), de Dale Wasserman (RADA) : Bromden
- 1995 : The Libertine, de Stephen Jeffreys (RADA) : John Wilmot
- 1996 : Le Songe d'une nuit d'été (A Midsummer Night's Dream) de William Shakespeare (Royal Shakespeare Company) : Demetrius
- 1998 : Beaucoup de bruit pour rien (Much Ado About Nothing) de William Shakespeare (Cheek by Jowl) : Benedick
- 1998 : L'École de la médisance (The School for Scandal) de Richard Brinsley Sheridan (Royal Shakespeare Company) : Charles Surface
- 1999 : Battle Royal, de Nick Stafford (en) (Royal National Theatre) : Mr Brougham
- 2005 : Henry IV, de William Shakespeare (Royal National Theatre) : Prince Hal
- 2006 : Total Eclipse, de Christopher Hampton (lecture publique au Royal Court Theatre) : Paul Verlaine
- 2007 : The Pain and the Itch, de Bruce Norris (Royal Court Theatre) : Clay

## Voix off et narrations
- 2000 : The Voyage of the Beagle, de Charles Darwin (BBC Radio 3) : lecteur
- 2001 : Trampoline, de Meredith Oakes (The Afternoon Play sur BBC Radio 4) : Skeggs
- 2003 : Essential Poems (To Fall In Love With) (programme TV sur BBC Two) : acteur récitant
- 2004 : The Coma d'Alex Garland (livre audio) : lecteur
- 2004 : Getting Away From It: The Island, de Tim Pears (The Afternoon Reading sur BBC Radio 4) : lecteur
- 2004 : The Hungerford Massacre (documentaire TV sur BBC One) : narrateur
- 2005 : Stories We Could Tell de Tony Parsons (livre audio) : lecteur
- 2006 : The 9/11 Liars (documentaire TV sur Channel 4) : narrateur
- 2006 : Nuremberg : Nazis On Trial (documentaire TV en 3 parties sur BBC Two) : narrateur
- 2007 : Robin Hood's Quest & The Quest for Aladdin's Treasure (jeux vidéo d'Oxygen Games) : narrateur
- 2007 : The Making of Music (émission radiophonique sur BBC Radio 4) : lecteur
- 2007 : The Blair Years (documentaire TV en 3 parties sur BBC One) : narrateur
- 2007 : Last Party at the Palace (documentaire TV sur Channel 4) : narrateur
- 2008 : Dangerous Jobs for Girls (série documentaire sur Channel 4) : narrateur
- 2008 : Words of War (documentaire TV sur ITV) : narrateur
- 2009 : Wine (série documentaire sur BBC Four) : narrateur
- 2009 : Inside MI5: The Real Spooks (série documentaire sur ITV) : narrateur

## Distinctions

### Récompenses
- Character and Morality in Entertainment Awards 2006 : pour Orgueil et Préjugés
- Primetime Emmy Award 2022 : Meilleur acteur dans un second rôle pour Succession[4].
- British Academy Television Award 2022 : meilleur acteur dans un second rôle pour Succession[5].
- Screen Actors Guild Award 2022 : meilleure distribution pour une série télévisée dramatique pour Succession
- Golden Globes 2024 : Meilleur acteur dans un second rôle dans une série, une mini-série ou un téléfilm pour Succession

### Nominations
- Ian Charleson Awards 1998 : Prix du meilleur acteur classique de moins de 30 ans pour Beaucoup de bruit pour rien et The School for Scandal [6]
- Royal Television Society 2000 : Prix du meilleur acteur pour Warriors, l'impossible mission [7]
- British Independent Film Awards 2005 : Prix du meilleur acteur pour In My Father's Den [8]
- Screen Directors Guild of New Zealand 2005 : Prix Air New Zealand Screen du meilleur acteur dans un rôle principal de la [9]pour In My Father's Den
- Critics' Circle 2006 : British Newcomer of the Year Film Award pour Orgueil et Préjugés
- Royal Television Society 2008 : Prix du meilleur acteur pour Secret Life [10]
- British Academy of Film and Television Arts 2008 : Prix du meilleur acteur de télévision pour Secret Life [11]
- Royal Television Society 2009 : Prix du meilleur acteur pour Little Dorrit [12]
- British Academy of Film and Television Arts 2010 : Prix du meilleur acteur de second rôle à la télévision pour Criminal Justice [13]

## Voix francophones

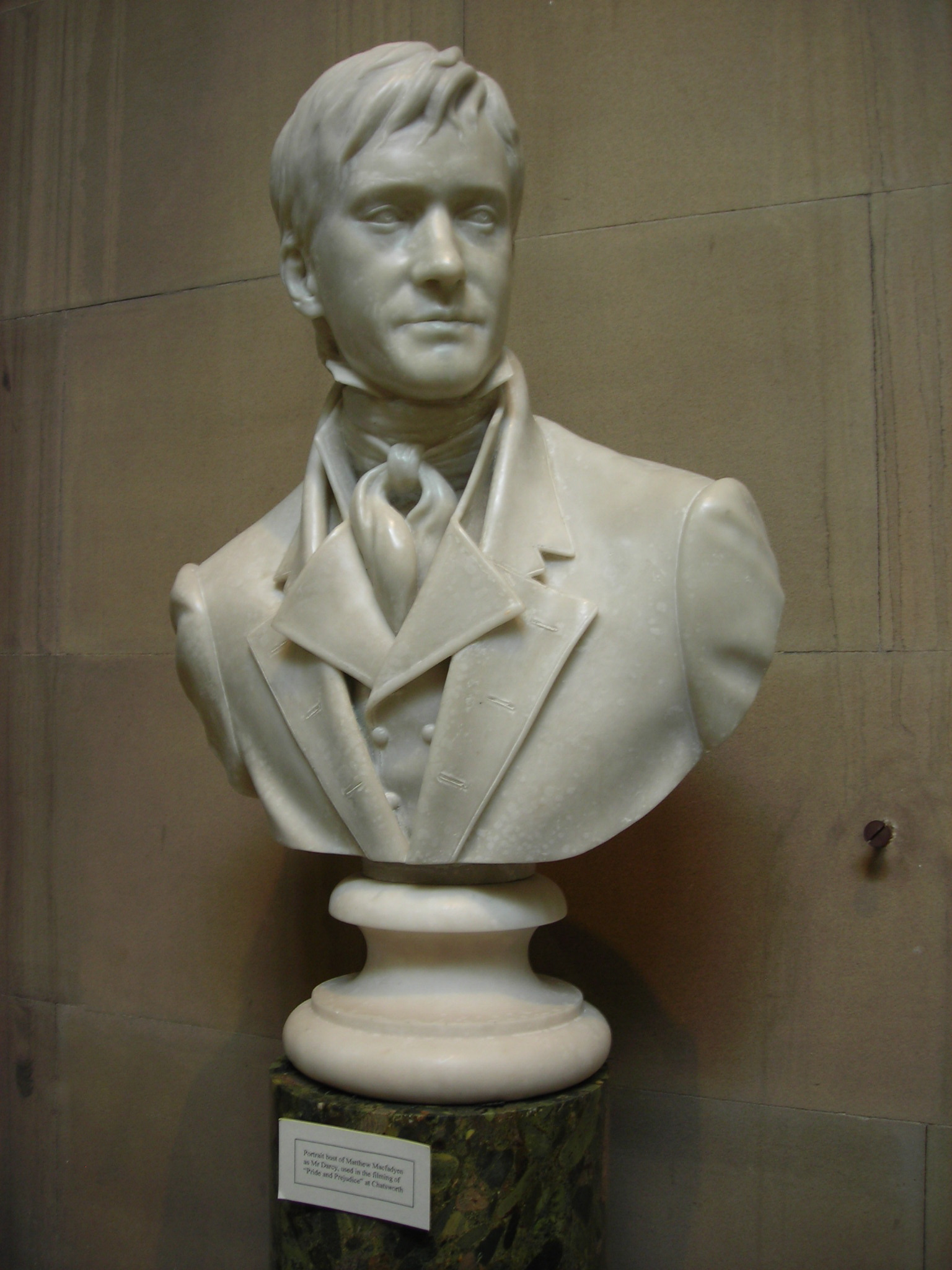
Buste de Matthew Macfadyen dans le rôle de Fitzwilliam Darcy dans l'adaptation cinématographique de 2005 de Orgueil et Préjugés.

En version française, Matthew Macfadyen est notamment doublé par Guillaume Lebon de manière sporadique dans Orgueil et Préjugés, Anna Karénine, The Last Kingdom et The Current War. En parallèle, Constantin Pappas (Succession, Quiz et Stonehouse) et Xavier Fagnon (Howards End et La Ruse) l'ont doublé respectivement à trois et deux reprises.
À titre exceptionnel, Damien Boisseau lui prête sa voix dans MI-5, tout comme Arnaud Arbessier dans La Petite Dorrit, Renaud Marx dans Joyeuses Funérailles, Éric Herson-Macarel dans Frost/Nixon, l'heure de vérité, Jean-Pierre Michaël dans Any Human Heart (en), Gilles Morvan dans Les Piliers de la Terre, Christian Gonon dans Robin des Bois, Rémi Bichet dans Les Trois Mousquetaires, Benoît Grimmiaux dans Ripper Street, Dimitri Rataud dans Le Mystère Enfield, Thierry Ragueneau dans Casse-Noisette et les Quatre Royaumes ou encore Maurice Decoster dans Deadpool et Wolverine.